# 特殊部隊ジャッカル
『特殊部隊ジャッカル』（とくしゅぶたいジャッカル）は、1986年にコナミが稼働した業務用縦スクロールアクションシューティングゲーム。北米では『Top Gunner』（トップ・ガンナー）、欧州では『Jackal』（ジャッカル）のタイトルで稼働された。
制作はコナミ開発1課で、後に『魂斗羅』（1987年）を手掛けるスタッフが携わっており、プロデューサーは廣下宏治、プログラマーは辻本英之、キャラクターデザインは中村健吾が担当した。音楽は『グラディウスII -GOFERの野望-』（1988年）に参加した田坂真二が担当。
家庭用は欧州ではAmstrad CPC、コモドール64、ZX Spectrum、北米ではPC/AT互換機に移植。日本国内ではディスクシステムやiアプリに移植され、『ファイナルコマンド 赤い要塞』のタイトルで発売。また、アーケード移植版は2024年6月27日にアーケードアーカイブスの1作品としてPlayStation 4とNintendo Switchで配信された。

## ゲーム内容
全5面構成。プレイヤーはジープを操作し、捕虜が収容されている施設を破壊し捕虜をジープに乗せる。救出した捕虜を味方ヘリコプターで脱出させ、再び捕虜救出に向かう、これを繰り返していく。
自機の攻撃方法は手榴弾と機銃の2つがあり、手榴弾は光る捕虜を救出することにより弾速の速いミサイル、更に一定距離を飛ぶか敵に当ると攻撃判定のある爆風を出すミサイルへとパワーアップする。
敵兵士は通常攻撃の他、ジープで跳ね飛ばし倒すこともできるが、敵戦車などに接触するとミスとなる。
面ごとの区切りが無く、ボスは最終面にのみ存在。
国内版では自機の機銃は全方位に発射できるが、海外版『Jackal』では自機の機銃の発射方向は上方向に固定されている。

## ストーリー
19XX年、とある平和な国の政府に不吉な情報がもたらされた。ある他国が独裁政治を企て、軍事関係者を人質として誘拐したと報告された。政府は人質救出と敵本部を壊滅させるために、過酷な訓練を積んだ4人の男たちで結成された特殊部隊を敵国へと送り込んだ。

## 移植版
| タイトル                           | 発売日                 | 対応機種                              | 開発元                  | 発売元     | メディア                                | 型式               | 備考                                               |
| ---------------------------------- | ---------------------- | ------------------------------------- | ----------------------- | ---------- | --------------------------------------- | ------------------ | -------------------------------------------------- |
| Jackal                             | 1987年                 | Amstrad CPC コモドール64 ZX Spectrum  | コナミ                  | コナミ     | フロッピーディスク                      | -                  | -                                                  |
| Jackal                             | 1988年                 | PC/AT互換機                           | Banana Development      | コナミ     | フロッピーディスク                      | -                  | -                                                  |
| ファイナルコマンド 赤い要塞 Jackal | 1988年5月2日 1988年9月 | ディスクシステム NES                  | コナミ開発2課           | コナミ     | ディスクカード両面 ロムカセット         | KDS-AKA NES-JK-USA | -                                                  |
| ファイナルコマンド 赤い要塞        | 2009年7月29日          | FOMA900i/703iシリーズ以降 （iアプリ） | コナミ                  | KDE        | ダウンロード （コナミネットDX）         | -                  | 日本国外版のオリジナルステージを追加したリメイク版 |
| 特殊部隊ジャッカル                 | 2024年6月27日          | PlayStation 4 Nintendo Switch         | ハムスター （移植担当） | ハムスター | ダウンロード （アーケードアーカイブス） | -                  | アーケード版の移植 海外版『JACKAL』も収録          |

### ファミリーコンピュータ版
アーケード版からの変更点
『ファイナルコマンド 赤い要塞』のタイトルで、1988年にファミリーコンピュータ ディスクシステム用ゲームとして発売された。なお、NES版のタイトルは「JACKAL」となっている。業務用との相違点は以下の通り。
- 縦画面から横画面への変更。
- ジープに捕虜を何人でも乗せられる（業務用は8人まで）。
- ステージ毎にボスが登場する。
- 最終面にオリジナルボスが登場する。
- 業務用で使用されなかったBGMが使われる。
- ジープ2台で進行する通常の2人同時プレイに加え、ジープの運転と攻撃を別々に受け持つ2人プレイモードの追加。

北米・欧州版との違い
日本版以外の北米や欧州版である「JACKAL」は、日本版から仕様が追加されている。
- 画面が左右にもスクロールする。
- ステージ1及び6の前半が長い。
- ステージ間デモ及び全体マップの紹介がある。
- ステージ6の要塞の色が異なる他、「赤い旗」が立てられている。

### アーケードアーカイブス版
- 国内版と海外版『JACKAL』を収録。「こだわり設定」では「ゲームスピードの調整」の設定が可能。ハイスコアモード及びキャラバンモードは国内版と海外版の両方を集計。

## スタッフ
アーケード版
- スタッフ：廣下宏治、おおさわまさと、岡崎博道、辻本英之、田坂真二、中村健吾、たばたまさみ、みずたにきよこ、うのようすけ、いだかみつひら

ファミリーコンピュータ版
- プログラム：H.HORI、H.YANAGISAWA
- キャラクター・デザイン：M.FUJIWARA、吉本陽一、丸尾純子
- 音楽：坂元信也、藤尾敦
- ビジュアル・デザイン：霜出健治、さとうなおき、やまもととも

## 評価
ファミリーコンピュータ版
- ゲーム誌『ファミコン通信』のクロスレビューでは、7・8・7・6の合計28点（満40点）となっている[6]。レビュアーの意見としては、最初は怒のようなゲームである印象があったが仲間の救助や空から攻撃したり要素が豊富で新鮮、アクションゲームの原点に戻ったような作品、難易度は難し過ぎず簡単過ぎずちょうどいい、ジープで敵を引き殺していくのが面白く快感であり危なくもあるとした[6]。

- ゲーム誌『ファミリーコンピュータMagazine』の読者投票による「ゲーム通信簿」での評価は以下の通りとなっており、17.00点（満25点）となっている[8]。

| 項目 | キャラクタ | 音楽 | 操作性 | 熱中度 | お買得度 | オリジナリティ | 総合  |
| 得点 | 3.40       | 3.40 | 3.40   | 3.60   | -        | 3.20           | 17.00 |

- ゲーム誌『ユーゲー』では、「『赤い要塞』はディスクでも5本の指に入る大傑作である」、「主人公が兵士ではなく、ジープであるところが本作ならではの個性である」、「重厚かつ深刻なコナミサウンドをバックにザコ兵士を轢き殺すと気分爽快」と評している[9]。